# Кекистан
Кекиста́н (англ. Kekistan) — вымышленная страна, созданная в 2017 году пользователями 4chan и ставшая политическим мемом и интернет-движением.

## Общая характеристика
Согласно статье Яна Милза Ченга на сайте Heat Street, название «Кекистан» является соединением слова «кек» и суффикса -стан, который в персидском языке обозначает «место для…» (а также и окончание некоторых имён в существующих центральноазиатских странах).
В меме присутствует термин «Shadilay», используемый как приветствие, отсылающий к альбому P.E.P.E 1986 года, на обложке которого изображена зелёная лягушка. Эта песня также использовалась как государственный гимн для вымышленной страны. Песня привлекла внимание общественности в сентябре 2016 года из-за названия группы (P.E.P.E.) и рисунка на пластинке, изображающего лягушку, держащую волшебную палочку.
Сатирический этнос вскоре получил политическую трактовку в США как знак альтернативных правых протестующих против политической корректности в конце 2016 и в 2017 годах. Как мем Кекистан возник на 4chan в декабре 2017 года. В 2017 году группа сторонников Трампа, сплочённая чёрным чувством юмора, вообразила себя гражданами вымышленного национального государства Кекистан, воюющими с силами либеральной политкорректности. Первоначально разрабатываясь на 4chan, на YouTube появились десятки каналов на тему Кекистана, как, например, в жанре видео «протестные ролевые игры», в которых сторонники Трампа противостояли своим противникам, поднимая флаг Кекистана.
Ян Милз Ченг упоминает имя Карла Бенджамина, который известен на YouTube под псевдонимом Sargon of Akkad, как ставшего полезным для популяризации мема. Когда Бенджамин осознал, что шитпостеры технически соответствуют требованиям к этнической группе для переписи населения Великобритании, он связался с Национальной статистической службой Великобритании и затребовал включение кекистанцев в перепись. После выхода видео на эту тему мем начал своё стремительное распространение с хештегом #FreeKekistan («свободный Кекистан»). В конечном итоге он не смог добиться включения шуточной этнической группы в перепись, обвинив в своей неудаче в том числе включение её в список на сайте Know Your Meme. По его мнению, единственный способ включения кекистанцев в список народов Великобритании состоит в том, что 10 тысяч человек в графе «национальность» переписного бланка должны указать «кекистанец», то есть аналогично ситуации с этнической группой «джедай».

## Флаг

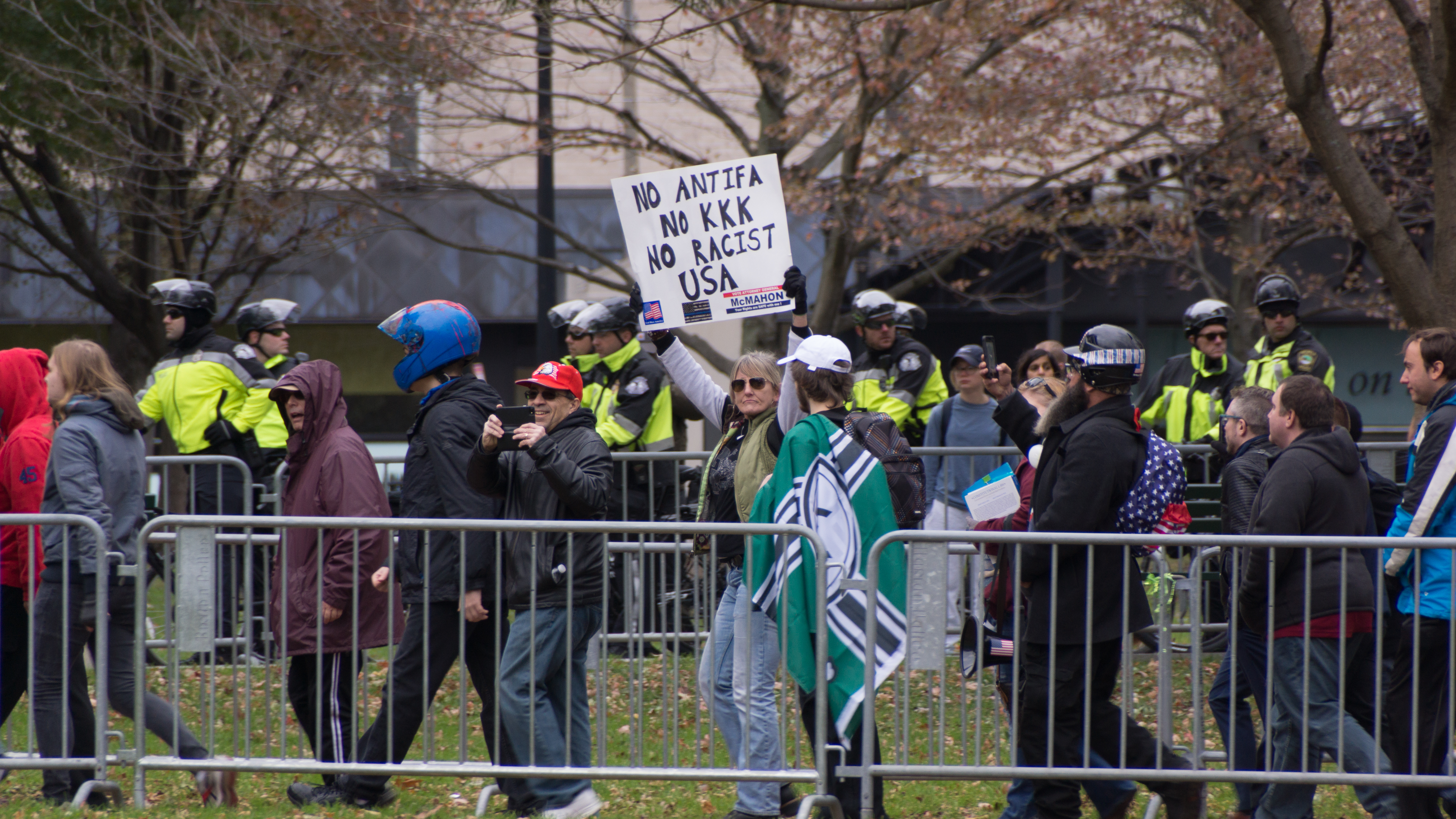
Флаг Кекистана на антифашистском протесте

Флаг Кекистана стал символом тактики троллинга со стороны альтернативных правых. «Кекистанцы» обличали «угнетение» своего народа и производили троллинг протестующих размахиванием «национального флага Кекистана», созданного по образу нацистского военного флага с заменой красного цвета на зелёный, железного креста — на логотип 4chan, а свастику — на стилизованное «KEK»).
Флаг выступил предметом, который должен был «побудить» борцов за социальную справедливость (SJW) обвинить своих противников в том, что они нацисты. Исследователь Марк Тукерс представляет «существенную бесформенность мема Кекистан» как создание своего рода «эквивалентной цепи» через недовольную в остальном группу людей. В отличие от SJW, тролли воспринимали флаг Кекистана как управляемый первым и вторым законами Интернета. Отснятые видеоролики инсценировали конфликт не только между альтернативными правыми кекистанцами и либеральными SJW, но и между воображаемыми глубинами аутентичной веб-субкультуры. Как отмечает исследователь Ахмед Аль-Рави, использование флага Кекистана — ещё один пример принятия знака и превращения его в совершенно другое означающее. Он помог общественности развить мифологию воображаемой страны, которая была или будет своего рода «этногосударством».
Флаг Кекистана заметно использовался на протестах в Беркли за свободу слова в середине апреля 2017 года, митинге «Объединённых правых» в августе 2017 года, его несли сторонники Дональда Трампа во время штурма Капитолия США в 2021 году.

## Комьюнити
Кекистанцы идентифицируют себя шитпостерами, преследуемыми чрезмерной политкорректностью. Ченг пишет: «Хотя, несомненно, некоторые тролли используют этот термин, интернет-движение прежде всего представляет собой политически некорректную реакцию на ущемление свободы высказываний». Самоидентифицированные кекистанцы создали мифологический культурный слой вокруг своего вымышленного государства, включая его вымышленную историю с вторжением и низвержением древнего королевства народов Нормистана (англ. Normistan, от англ. normal — нормальный) и Какистана (англ. Cuckistan, от англ. cuckold — «рогоносец»).
Сообщество Кекистана полагается на возможности социальных сетей, таких как Instagram и Твиттер, для распространения своих саркастических и сильно закодированных мемов. Чтобы эти сообщения доходили до членов их сообщества, они часто используют или использовали целевые хештеги и имена пользователей, которые предполагают связь с Дональдом Трампом и движением альтернативных правых. Чтобы скрыть истинное значение сообщений, часто используется ирония: посты часто внешне выглядят критическими по отношению к консервативным взглядам, но несут в себе совершенно противоположный смысл. Для кекистанцев все эти действия являются частью войны мемов, которая началась перед выборами в США в 2016 году как своего рода забавная игра для избрания Дональда Трампа. Эти пользователи часто называют себя «виртуальными солдатами» или «культурными воинами», которые считают своим долгом распространять поддерживающие и забавные мемы, чтобы влиять на умы других пользователей. Основные темы, которые обсуждают кекистанцы, и используемые ими приёмы включают политкорректность, анти-ЛГБТ, антифеминизм, антисемитизм, исламофобию, антилиберализм и антииммиграцию.
Исследователь Марк Тукерс назвал Кекистан «воображаемой страной обиженных обитателей „глубокой народной паутины“, которые в шутку считают себя находящимися в состоянии войны с „политкорректной“ либеральной культурой». Доктор философии Эмили В. де Кеуленаар называет кекистанцев «ироничными, троллинговыми, контркультурными онлайн-правыми».